# Sièges de l'Acropole durant la guerre d'indépendance grecque
Pour les articles homonymes, voir Siège de l'Acropole.

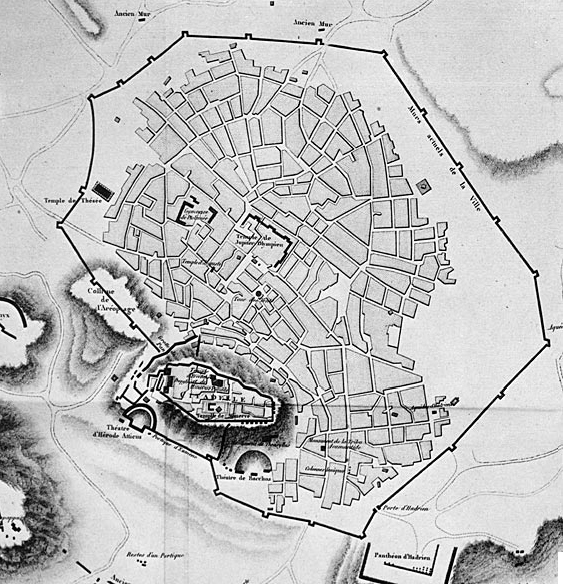
Plan d'Athènes au début du XIX

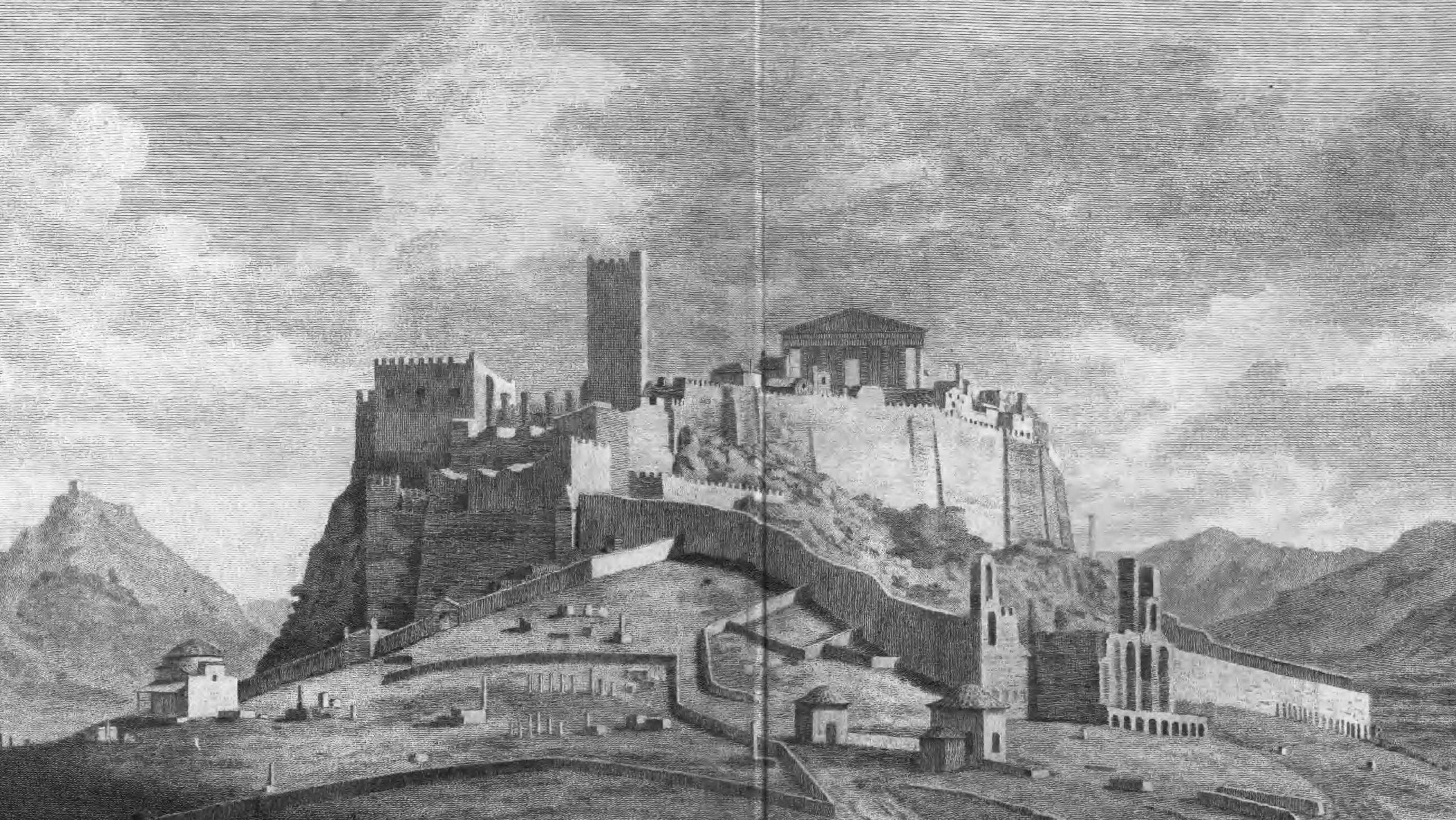
Vue des fortifications (côté ouest) au milieu du XVII

La ville d'Athènes et l'Acropole subirent trois sièges au cours de la guerre d'indépendance : le premier (avril - juillet 1821) et le second (novembre 1821 - juin 1822) opposèrent la population musulmane retranchée dans la forteresse aux Grecs insurgés ; le troisième (août 1826 - juin 1827) opposa une garnison et une partie de la population civile grecques et quelques philhellènes à une armée ottomane commandée par Mehmet Rechid Pacha.

## Contexte

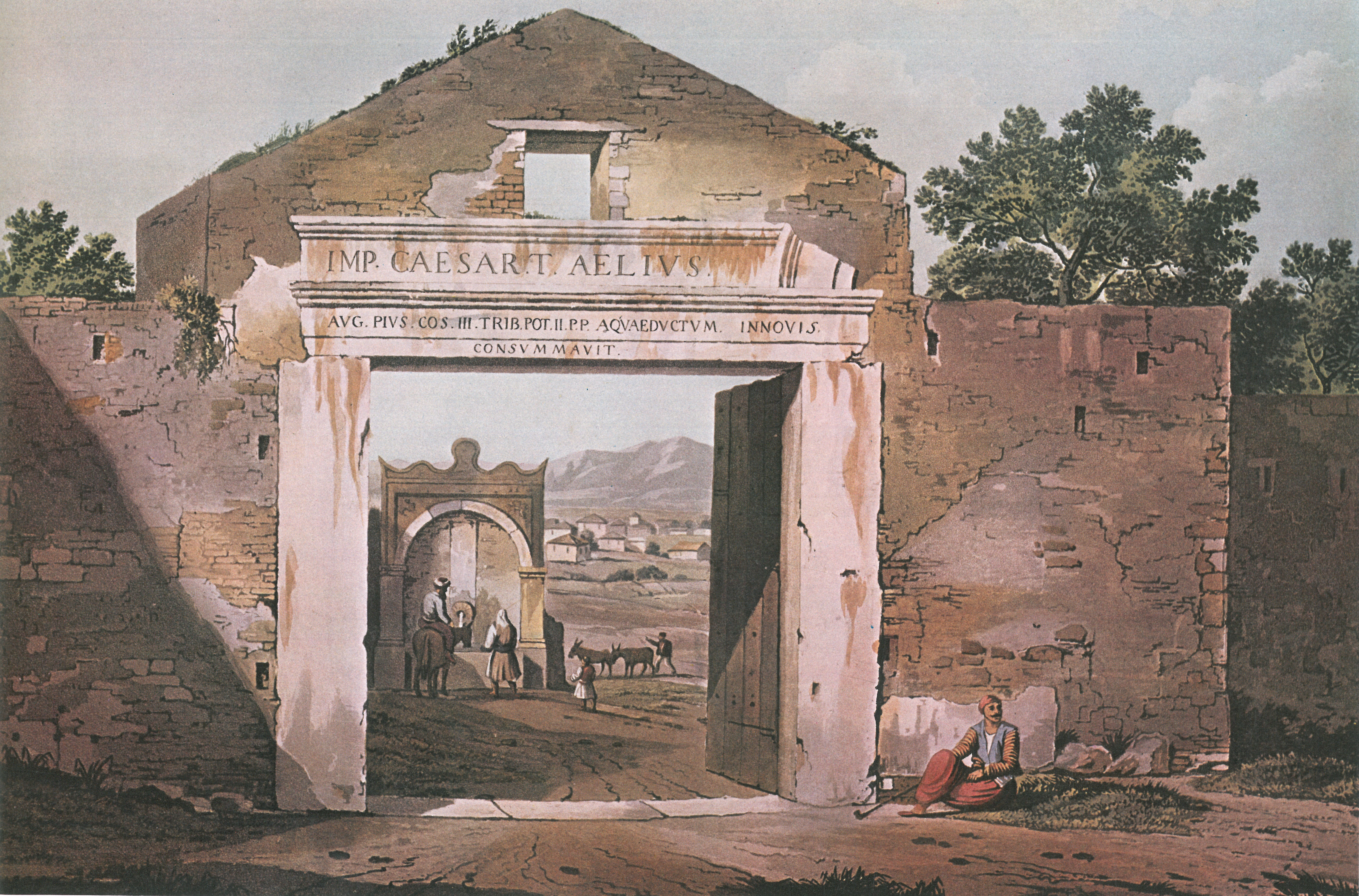
Porte des remparts de la ville vers 1805, à proximité de l'arc d'Hadrien

La ville d'Athènes comptait au début du XIXe siècle un peu moins de 10 000 habitants, dont un cinquième de musulmans et le reste de chrétiens (grecs et arvanites). Elle était entourée, depuis les années 1770, par un mur de taille médiocre ; l'Acropole était au contraire à cette époque une solide forteresse, dont la faiblesse était l'absence de point d'eau permanent hormis un puits unique situé en contrebas et enclos dans une muraille appelée Serpentzé, s'appuyant sur l'odéon d'Hérode Atticus et le portique d'Eumène.

## Insurrection du printemps 1821 et premier siège
Les premiers troubles en Attique se produisirent fin avril, et la population chrétienne commença à déserter la ville. Les musulmans prirent en otage des notables et commencèrent à rassembler des provisions et des armes dans l'Acropole en prévision d'un siège. La nuit du 6 mai, des insurgés grecs s'emparèrent par surprise des remparts extérieurs et entrèrent dans la ville tandis que les musulmans (environ 1 700 personnes) se réfugiaient sur l'Acropole. Les Grecs ne possédant pas d'artillerie firent appel à leurs voisins d'Hydra.
Le 14 mai, un navire des frères Coundouriotis débarqua 11 canons, permettant aux Grecs d'établir une batterie sur la colline de Philopappos. D'autres renforts arrivèrent depuis Zéa, Égine et Zante. Début juin les assiégeants commencèrent une mine, qui fut mise à feu le 21 mais s'avéra inefficace. Le lendemain une douzaine d'assiégés réussit à traverser les lignes grecques pour chercher du secours en Eubée. Dans le camp grec, des dissensions entre chefs commencèrent à envenimer la situation. Le 14 juillet, la garnison fit une sortie, capturant les batteries de Zéa et d'Égine mais échouant devant celle d'Hydra sur la colline de Philopappos. Les Turcs exécutèrent ensuite neuf otages, et les Grecs voulurent riposter en massacrant les prisonniers turcs réfugiés dans les consulats européens : les consuls refusèrent mais furent alors placés dans une situation difficile.
À partir de la fin juillet, devant les nouvelles de l'avancée d'Omer Vryonis et d'Omar Pacha de Karistos, les insulaires commencèrent à évacuer leur artillerie. La ville fut abandonnée par les Grecs qui se réfugièrent à Salamine et Égine, et le siège fut finalement levé le matin du 30 juillet.

## Second siège

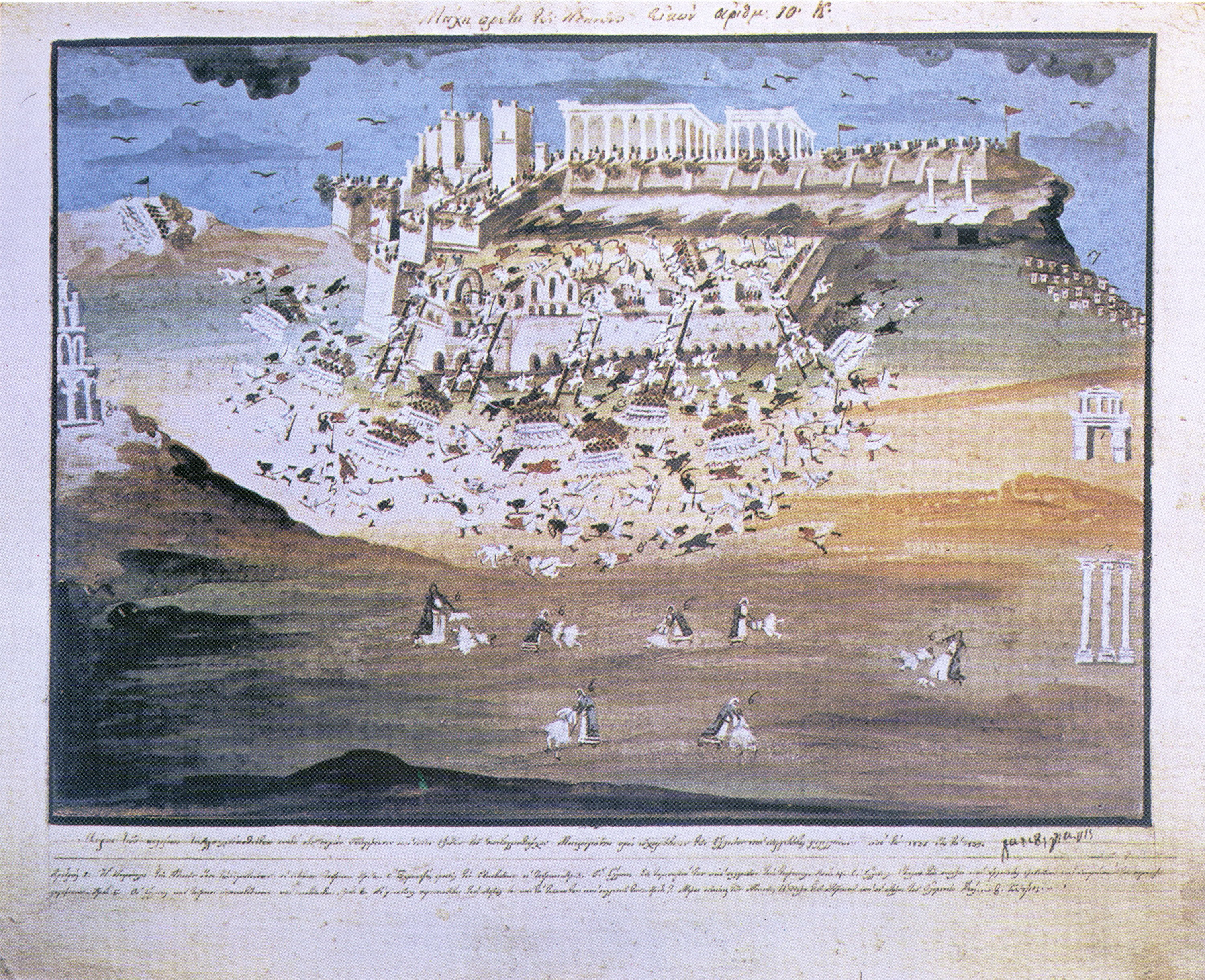
Assaut contre le Serpentzé

L'armée d'Omer Vryonis évacua l'Attique en deux phases, les 10 et 22 octobre. Après quelques combats entre les Turcs d'Athènes et les Grecs, la ville fut a à nouveau occupée par ces derniers dans la nuit du 16 novembre, et le blocus de l'Acropole reprit.
Le 24, les Grecs tentèrent un coup de main, escaladèrent le mur du Serpentze et s'emparèrent des deux portes extérieures de la citadelle, mais furent repoussés devant la porte intérieure. Cette action permit de priver les assiégés du seul point d'eau permanent, et de s'emparer d'un canon (le seul disponible à cette période). Après de nouveaux assauts et une contre-attaque infructueux en décembre, la situation s'enlisa et les opérations se résumèrent pendant deux mois à un simple blocus.
Les opérations actives reprirent en mars 1822. Craignant que le retour de la belle saison permette une nouvelle levée du siège comme l'année précédente, les assiégeants firent appel au gouvernement mis en place à la suite de l'Assemblée d'Épidaure, qui siégeait alors à Corinthe. Ils en reçurent le 10 mars deux mortiers et 200 obus, la direction étant confiée au philhellène Olivier Voutier. Mis en batterie sur la colline de l'Aréopage le 17, les mortiers commencèrent à tirer le 22, mais le bombardement s'avéra aussi inefficace que les précédents. Assez rapidement, en raison de l'épuisement du stock de projectiles, le feu se fit de plus en plus espacé. Après Pâques (le 14 avril), une nouvelle mine fut conduite sous les enceintes protégeant la porte de la citadelle ; mise à feu à l'aube du 30, elle permit d'ouvrir une brèche à l'un des bastions. L'assaut qui suivit, conduit par une douzaine de Philhellènes, fut cependant repoussé, faisant 4 morts. Une nouvelle mine fut commencée, mais elle ne fut pas achevée devant les signes de l'imminence de la reddition de la forteresse. 
Vaincus par la soif, les assiégés demandèrent à capituler le 18 juin. Leur nombre s'élevait alors à environ 1150, dont 180 hommes capables de porter les armes. La convention de reddition fut violée par les Grecs qui commencèrent un massacre des prisonniers le 10 juillet ; 400 furent tués, les autres ne devant leur survie qu'à la protection des consuls occidentaux et à l'intervention de l'escadre française du Levant. 

## Siège par les Ottomans

### Situation en 1826

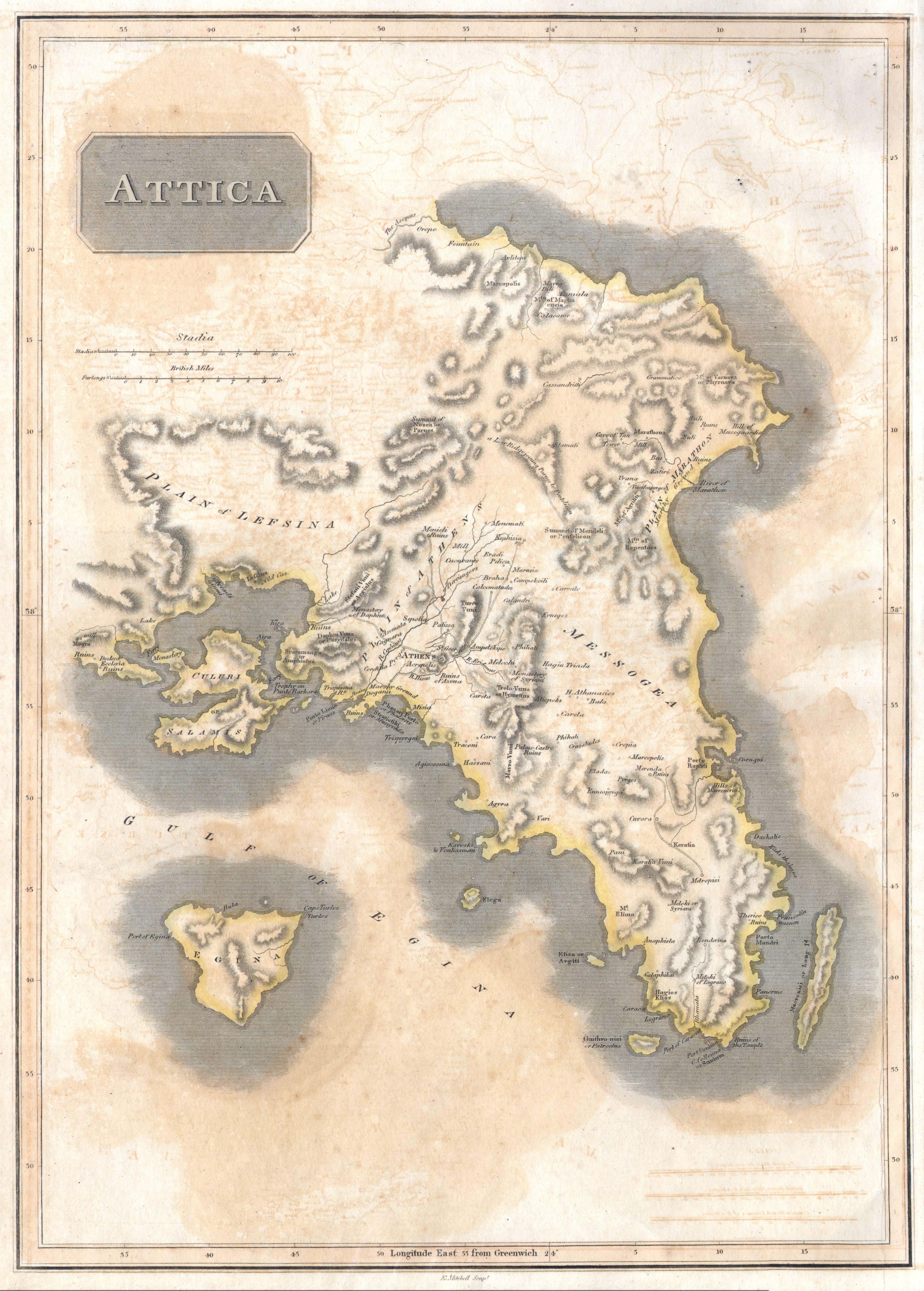
Carte de l'Attique en 1814

Après la prise de Missolonghi en avril 1826, les armées égyptienne et ottomane se séparèrent : tandis qu'Ibrahim pacha retournait en Morée, Rechid Pacha compléta la reprise de la Grèce centrale puis se dirigea vers l'Attique et Athènes, qui était alors la dernière forteresse aux mains des insurgés au nord de l'isthme de Corinthe. La citadelle était commandée depuis plusieurs années par l'ancien armatole Yánnis Goúras.
Le pacha d'Eubée Omar pénétra en Attique en juin et ravagea les environs d'Athènes. Il fut rejoint le 11 juillet à Kapandríti par l'avant-garde de Réchid puis s'installa le 15 à Patíssia et Sepólia, au nord d'Athènes ; il réussit à se rallier la majorité des villageois de l'Attique, opprimés sous le règne de Gouras et à qui il offrit des conditions avantageuses. Contrairement à leurs habitudes, les habitants d'Athènes ne se réfugièrent pas en masse à Salamine et Égine mais une partie d'entre eux entreprit de défendre leur ville. La garnison était alors composée des 400 armatoles de Gouras occupant l'Acropole, et de 800 Athéniens et autres volontaires grecs.

### Prise de la ville et premières phases du siège
Le 23, les Ottomans prirent d'assaut la colline de Philopappos, où ils installèrent une batterie qui commença à bombarder la ville le 27. La veille, 70 Athéniens avaient rejoint leur cité depuis Salamine, conduits par Kostas le Sapeur qui s'était illustré lors du siège de Missolonghi. Rechid arriva de Thèbes le 28 et s'installa à Patissia.
Le 12 août, le général turc apprit de prisonniers qu'une armée grecque s'apprêtait à attaquer et fit hâter le siège de peur d'être pris entre deux feux. Le 15 août, un assaut général emporta la ville après un intense bombardement.
Du 18 au 20 août, l'armée ottomane affronta et repoussa l'armée de secours grecque, commandée par Fabvier et Karaiskakis, à Chaïdári. Les assiégés profitèrent cependant du relâchement du blocus pour évacuer des non-combattants vers Salamine.

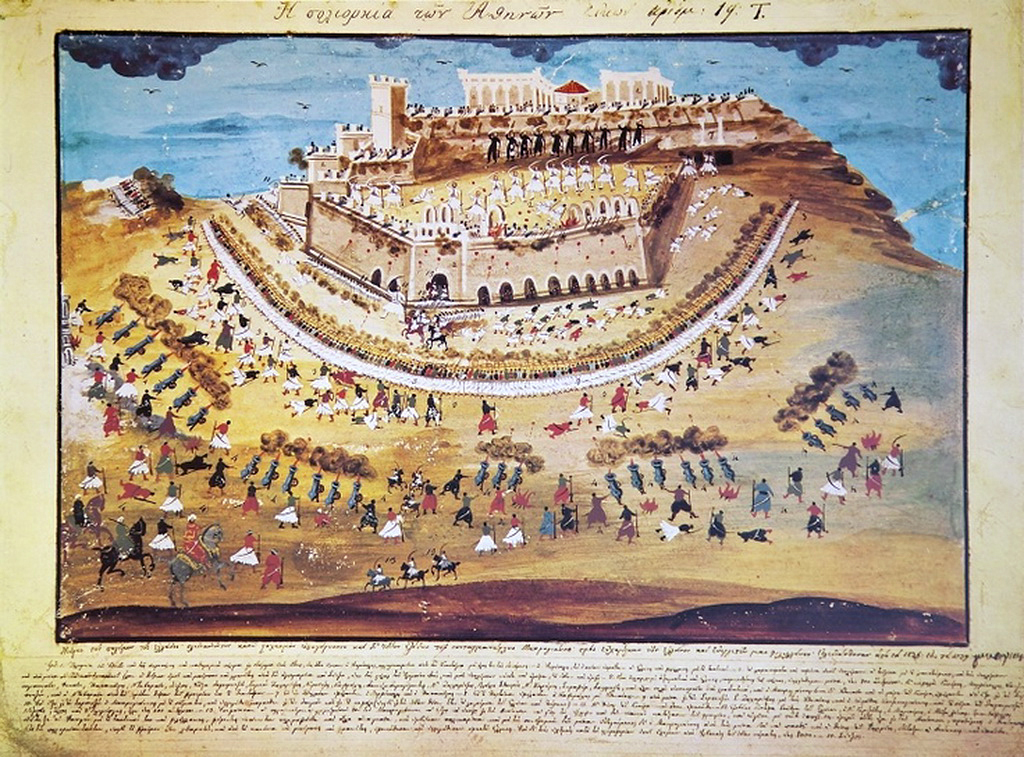
Épisodes du siège de l'Acropole

Tout en poursuivant le bombardement, Rechid Pacha entreprit de miner les défenses basses de l'Acropole, au niveau de l'odéon d'Hérode Atticus. Malgré une série d'attaques, de contre-attaques, de mines et de contremines, ces efforts restèrent vains et l'armée ottomane commença à manquer de ravitaillement et à murmurer devant la longueur du siège. La nuit du 18 octobre, le général ottoman décida alors de tenter un assaut du Serpentzé, qui dura 24 heures mais fut repoussé après un premier succès, avec de lourdes pertes de part et d'autre.
Peu avant sa mort le 13 octobre au cours d'une ronde, Gouras avait demandé au gouvernement des renforts afin de compenser les pertes subies. Le 23 octobre, la garnison fut rejointe par 450 Rouméliotes et Ioniens qui réussirent à franchir les lignes ottomanes après plusieurs échecs, grâce à des manœuvres de diversion des troupes de Fabvier et Karaïskakis. La sécurité de l'Acropole semblant provisoirement assurée, ces derniers quittèrent l'Attique, Karaïskakis se rendant en Grèce centrale tandis que Fabvier rejoignit sa base de Méthana.
Après l'échec de l'assaut du Serpentzé, Rechid Pacha décida d'attaquer de l'autre côté de la citadelle, au niveau de la source Clepsydre (redécouverte peu auparavant) protégée par le bastion dit d'« Odysséas » (Androutsos). Les deux tentatives de sape furent à nouveau contrecarrées par les contre-mines de Kostas, et les opérations actives cessèrent le 6 décembre.
De leur côté, les assiégés (comprenant alors environ 1 000 hommes en plus des civils) désespéraient d'être secourus ; ils possédaient des vivres pour un an mais manquaient de munitions, de combustible et de vêtements alors que l'hiver s'installait. Il résolurent d'envoyer un émissaire chargé de demander en personne des renforts au gouvernement. Makriyannis, pourtant grièvement blessé lors de l'attaque du Serpentzé, fut chargé de cette mission ; le 29 novembre, il réussit à franchir les lignes ennemies à cheval avec cinq compagnons et à gagner Éleusis puis Égine, où siégeait alors le gouvernement alors dirigé par Andréas Zaïmis. Ce dernier confia la tâche de ravitailler la citadelle au colonel Fabvier, qui était le plus susceptible d'obéir à ses ordres et dont le corps était le seul immédiatement disponible. Fabvier s'embarqua le 10 décembre depuis Méthana à la tête de 650 hommes (comprenant au moins 40 Philhellènes, dont Claude Denis Raffenel) sur un brick psariote et débarqua au Pirée dans la nuit du 13 ; chaque homme portait un sac avec plusieurs kilos de poudre. La troupe réussit à entrer dans l'Acropole en ne perdant que 15 blessés (dont un officier français qui mourut de ses blessures quelques jours plus tard) et six morts.

### Tentatives de dégagement

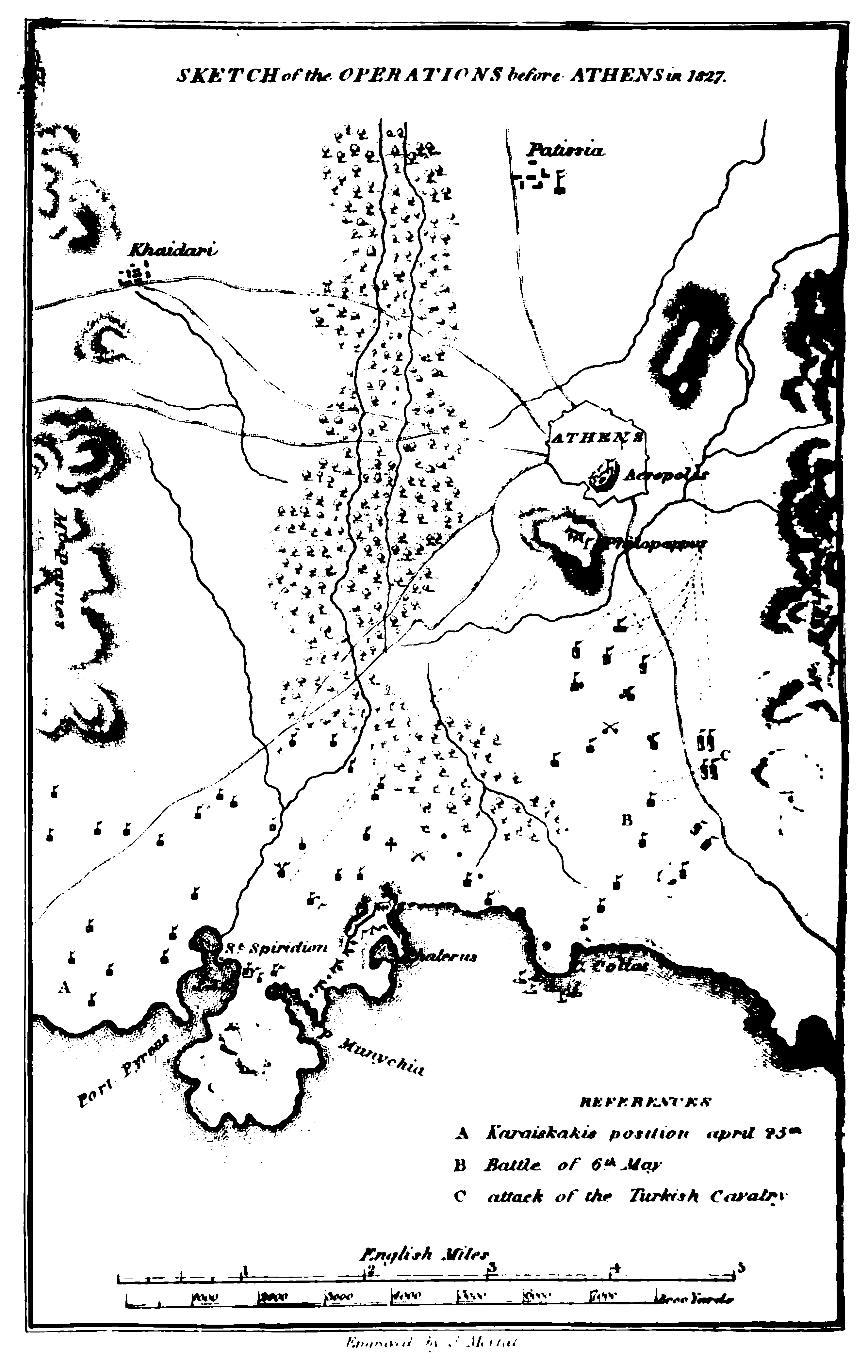
carte des environs du Pirée et d'Athènes

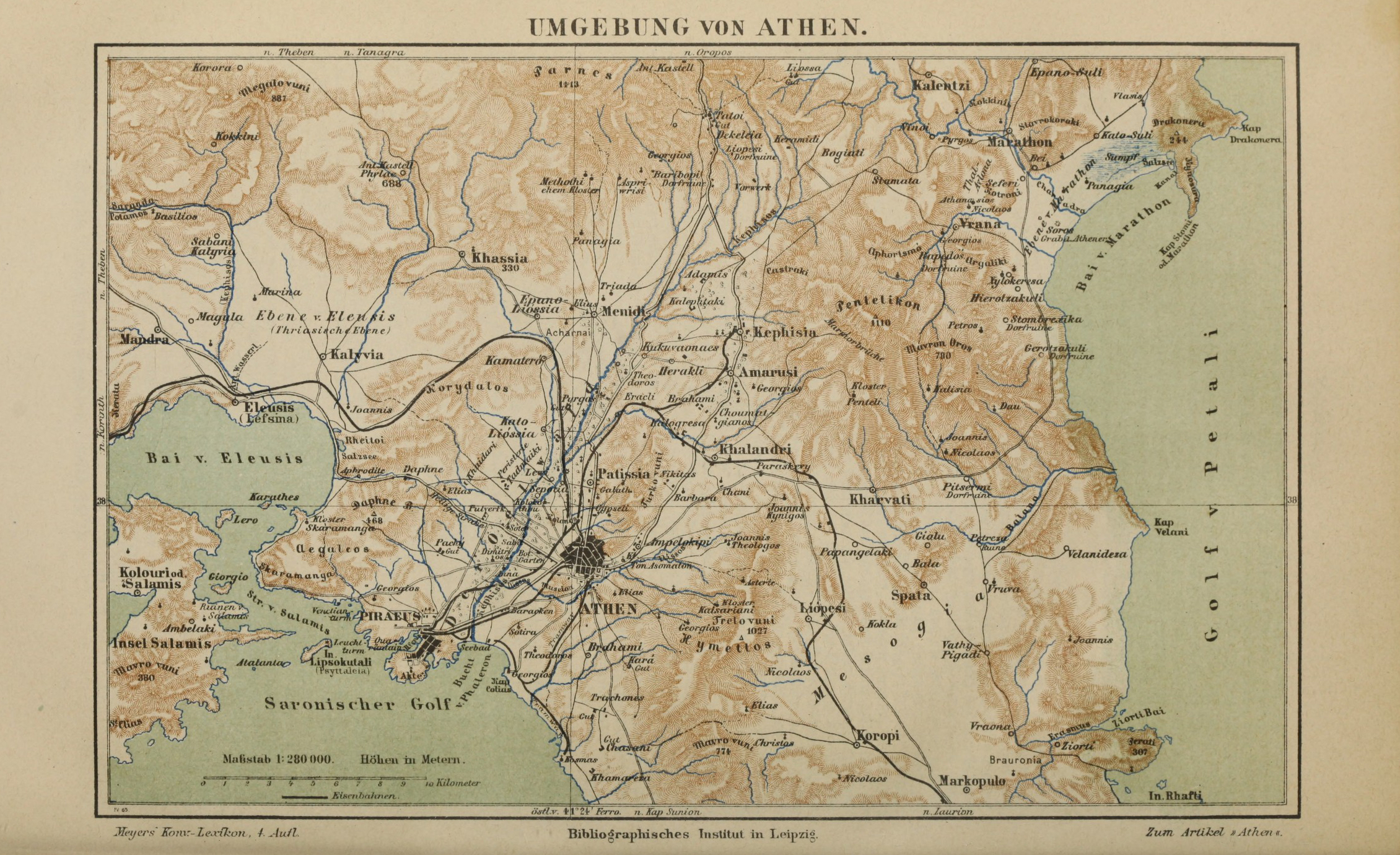
L'Attique au XIXe siècle

En janvier, le gouvernement d'Égine mit sur pied une nouvelle expédition en vue de faire lever le siège ; une victoire lui aurait en effet permis de prendre l'avantage sur ses opposants basés à Kastri, et d'autre part Stratford Canning, l'ambassadeur britannique à Istanbul, avait annoncé qu'en cas de chute de la forteresse la Grèce centrale serait exclue des négociations en cours. Le corps de Vassos (1 000 hommes), basé à Éleusis et Salamine, fut rejoint par les mercenaires rouméliotes de Ioannis Notaras (1 000 hommes) et la milice corinthienne (1200 hommes) de son cousin Panayotis Notaras, des réfugiés athéniens qui s'enrôlèrent sous la direction de Makriyannis, un corps de 800 hommes levé en décembre par Bourbaki et le reste de l'armée régulière de Fabvier resté à Méthana (un régiment de recrues, la cavalerie démontée et un détachement d'artilleurs) ; à la fin du mois ces forces représentaient plus de 5 000 hommes.
Contrairement aux avis des officiers européens consultés, le plan retenu fut de mener conjointement deux attaques : un corps composé des troupes de Vassos, Bourbaki et Panayotis Notaras devait attaquer depuis Éleusis, tandis qu'un second corps (Ioannis Notaras, Makriyannis, les réguliers et des étrangers) devait débarquer au Pirée et en prendre possession, appuyé par une division navale composée de la Kartéria de Hastings, de 2 bricks psariotes, 5 chaloupes armées et un mistick. Les préparatifs furent achevés le 2 février.
Le lendemain, la division d'Éleusis s'avança vers l'intérieur de l'Attique et attaqua les retranchements ottomans de Ménidi avant de se replier. Le soir du 5, le second corps rassemblé à Ambelaki sur Salamine traversa le bras de mer et débarqua au Pirée et occupa la colline de Kastella après un bref combat tandis que les Ottomans (200 mercenaires albanais) se repliaient dans le monastère voisin de Saint-Spyridon. Les jours suivants les Grecs tentèrent de s'en emparer, soutenus par le feu de la Kartéria entrée dans le port, mais sans succès. Dans le même temps, dans l'après-midi du 6, l'autre corps s'installa à Kamatero, dans une position exposée ; comme souvent au cours de la guerre, les difficultés à faire coopérer les troupes régulières commandées à l'occidentale et les troupes irrégulières habituées à la guérilla conduisirent les Grecs à la défaite le 8 février. Attaqués par Rechid Pacha, ils furent dispersés et perdirent environ 500 hommes dont Bourbaki, décapité. Les Ottomans occupèrent ainsi Éleusis et commencèrent à menacer Mégare.
Après cette victoire, Rechid proposa une capitulation aux assiégés, qui refusèrent. Le soir du 10 février, le gros de l'armée ottomane (environ 4 000 hommes) se dirigea alors vers la tête de pont grecque du Pirée, qu'elle attaqua le lendemain. Les Grecs, soutenus par les canons de la Karteria et de deux autres navires, repoussèrent l'assaut en infligeant de lourdes pertes au assaillants (probablement 300 à 400 hommes selon Gordon) et Rechid se contenta désormais de maintenir un blocus autour du Pirée sans plus chercher à reprendre la position.
Renonçant à une attaque frontale, le gouvernement grec lança plusieurs expéditions pour tenter de couper le ravitaillement ottoman depuis l'Eubée, sans grands résultats. De son côté, après sa victoire à Arachova en décembre suivie d'autres succès, Karaïskaki avait reconquis la Grèce centrale (reprise de Salona vers le 7 février) et put donc se diriger à nouveau vers l'Attique : il arriva le 11 mars à Éleusis, évacuée par les Ottomans. Il n'était suivi que par un millier d'hommes seulement, mais fut rejoint depuis Salamine par Vassos et Panayotis Notaras, ce qui tripla presque son effectif. Il s'installa le matin du 15 à Keratsini, où il repoussa plusieurs attaques ottomanes (15 et 16 mars). Rechid resta alors sur la défensive, réussissant à tenir une ligne de positions fortifiées séparant les camps grecs de Kastella et de Keratsini et aboutissant près du rivage au monastère de saint Spyridon. Une nouvelle expédition pour attaquer les lignes de ravitaillement turques fut projetée, mais les opérations furent suspendues en attendant l'entrée en fonction des nouveaux commandants désignés lors de l'Assemblée nationale de Trézène, les Britanniques Thomas Cochrane (flotte) et Richard Church (armée de terre).
Le 25 avril, un débarquement permit aux Grecs de faire leur jonction en s'emparant des environs du monastère, dans lequel une garnison albanaise résista cependant à l'assaut. Après plusieurs bombardements et attaques repoussées, les Albanais capitulèrent et évacuèrent le monastère le 28 avril mais furent massacrés par traîtrise. Les commandants britanniques et grecs s'opposaient sur la stratégie à suivre, Cochrane insistant pour mener une attaque directe et décisive tandis que Karaïskakis préférait temporiser. La mort de ce dernier le 4 mai leva toute opposition au plan de Cochrane : la bataille de Phalère le 6 mai s'avéra finalement l'un des pires désastres de la guerre pour les Grecs. La majeure partie des positions grecques autour du Pirée fut reconquise et les Turcs faillirent prendre d'assaut la colline de Munichie.

### Capitulation
Church resta à Munichie avec 2 000 hommes encore trois semaines, mais finit par évacuer le camp dans la nuit du 27 mai. Le 7, Cochrane avait écrit aux commandants des flottilles européennes pour leur demander de s'entremettre en vue d'une reddition négociée de l'Acropole, afin d'éviter un massacre. Les Français informèrent Church le 10 mai qu'ils étaient disposés à jouer les médiateurs, et ce dernier autorisa les chefs de la garnison à accepter une capitulation (négociée par le capitaine Le Blanc de la frégate Junon (en)), ce qu'ils refusèrent d'abord. Cependant, dès le départ des troupes du Pirée le 27, ils acceptèrent rapidement de négocier (ce qui leur fut reproché) ; l'amiral de Rigny servit cette fois d'intermédiaire. Les négociations furent difficiles, les assiégés demandant à pouvoir sortir avec armes et bagages, ce que Rechid Pacha refusait ; il finit cependant par accepter ces termes, ayant apparemment appris qu'Ibrahim Pacha, se disposant à venir en Attique, risquait de lui voler la victoire comme lors du siège de Missolonghi. Le 5 juin, la forteresse fut évacuée par environ 2 000 personnes (soldats et civils, dont 500 femmes) qui furent embarqués au Pirée sur des navires français et autrichiens et conduits à Salamine,.